# Zuzana Hlavoňová
Zuzana Kováčiková-Hlavoňová (née le 16 avril 1973 à Šaľa en Tchécoslovaquie) est une athlète tchèque spécialiste du saut en hauteur.

## Biographie

### Palmarès
| Date | Compétition                    | Lieu     | Résultat | Performance |
| ---- | ------------------------------ | -------- | -------- | ----------- |
| 1999 | Championnats du monde en salle | Maebashi | 2e       | 1,96 m      |
| 1999 | Championnats du monde          | Séville  | 4e       | 1,96 m      |
| 1999 | Finale du Grand Prix IAAF      | Munich   | 2e       | 1,96 m      |
| 2000 | Championnats d'Europe en salle | Gand     | 2e       | 1,98 m      |

### Records
| Épreuve         | Performance | Lieu   | Date        |
| --------------- | ----------- | ------ | ----------- |
| Saut en hauteur | 2,00 m      | Prague | 5 juin 2000 |